# Иеремия
Иереми́я (др.-евр. יִרְמְיָהוּ‬, Йирмея́ху — «Господь возвеличит»; ок. 655 г. до н. э., Анатот (Анафоф), Иудея — после 586 г. до н. э., Египет) — второй из четырёх великих пророков Ветхого Завета, автор книги пророка Иеремии и книги «Плач Иеремии».

## Биография
Пророк Иеремия жил спустя 100 лет после Исаии (первого). В это время Ассирия начала терять своё могущество, а власть Вавилона становилась всё сильнее. Падение Ассирии не могло быть предотвращено даже с помощью Египта. Заключив союз с мидийцами, вавилонский царь Набопаласар в 612 году до н. э. занял столицу Ассирии Ниневию.
Войска египетского фараона Нехо II в 609 году до н. э. напрасно спешили на помощь ассирийскому царю, попытка оказать ему помощь оказалась безуспешной. Зато им удалось на несколько лет установить власть над Иудеей. В 605 году до н. э. вавилонские войска разбили египтян в битве при Каркемише, и Иудея стала данником Вавилона. Цари Иудеи пытались освободиться из-под власти Вавилона, ища поддержку у Египта. В 602 году до н. э. вавилонский царь Навуходоносор II предпринял несколько карательных походов против Иудеи и Иерусалима и в 587 г. до н. э. окончательно захватил Иудею и увёл в плен большую часть жителей страны (вавилонский плен).
Иеремия, пожалуй, живее, чем его современники, реагировал на сложные внешнеполитические проблемы. Стремясь спасти свою родину, он приложил немало усилий для того, чтобы повернуть политику царедворцев в иное русло, однако его попытки не увенчались успехом. Оправдались его пророчества, крах официальной политики, падение Иерусалима, бедствия народа. Выходец из семьи священника, Иеремия начал пророчествовать совсем молодым, во времена правления Иосии. Свою миссию, как и Исаия, он сводит к Божественному предназначению: «И было ко мне слово Яхве: прежде нежели Я образовал тебя во чреве, Я познал тебя, и прежде нежели ты вышел из утробы, Я освятил тебя: пророком для народов поставил тебя… И простёр Яхве руку свою, и коснулся уст моих, и сказал мне Яхве: вот, Я вложил слова Мои в уста твои» (Иер. 1:4,9).
Иеремия испугался столь великой задачи, считая себя слишком молодым: «О, Яхве, Боже! Я не умею говорить, ибо я ещё молод» (Иер. 1:6). И позднее Иеремия считал задачу непосильной для себя, хотя и сделал всё для выполнения миссии пророка.
Не добившись успеха, он горько жаловался Яхве: «Ты влёк меня, Яхве, — и я увлечён, Ты сильнее меня — и превозмог, и я каждый день в посмеянии, всякий издевается надо мною. Ибо лишь только начну говорить я, — кричу о насилии, вопию о разорении, потому что слово Яхве обратилось в поношение мне и в повседневное посмеяние. И подумал я: „не буду я напоминать о Нём и не буду более говорить во имя Его“»(Иер. 20:7—9).
В начале своей деятельности Иеремия поддерживал царя Иосию, стремившегося восстановить единый культ Яхве. Он прилагал все усилия для того, чтобы народ сохранил договор с Яхве и отвернулся от чужих богов. Когда же в стране с помощью царя был введён единый культ Яхве, то Иеремия на время отказался от пророчеств, поскольку считал свою деятельность бесполезной.
Но вскоре он пришёл к выводу, что народ нуждается в его словах. С ослаблением власти Ассирии в стране начали распространяться настроения самоуспокоенности, что привело к ошибочной внешней политике. Иудейские политики недооценили силу Вавилона и искали союза сначала с Египтом, а потом с Ассирией. По наущению Египта они выступили против вавилонского царя Навуходоносора II и отказались платить ему дань. Всё это привело к карательным походам вавилонского царя против Иудеи, ранее предсказанным пророком, а затем и к полному уничтожению иудейского государства.
Заметим, что выступать с подобными пророчествами особого труда не составляло. Для проницательного человека было ясно, что Вавилон не смирится с отказом иудейских правителей платить ему дань.
Иеремия ясно видел опасность политики Иудеи и её катастрофический исход. Он выступал против заключения всевозможных союзов, подверг критике отказ от выплаты дани. Он предсказывал, что надежды иудейских политиков на союз с земными царями тщетны, их ждёт наказание, падёт Иерусалим и будет разрушен Храм. За эти пророчества Иеремия был обвинён в предательстве и богоотступничестве. Ведь Яхве обещал защитить свой народ и храм, Иеремия же проповедует падение города, тем самым подвергает сомнению слова Бога.
Иеремия записал своё пророчество и переслал его царю Иоакиму. Когда царю зачитали это полное угроз послание, он разорвал свиток на клочки и сжёг их. Иеремия с помощью своего ученика Варуха вновь записал свои пророчества, дополнив их новыми угрозами.
Иеремия совершал немало, если можно так сказать, символических поступков, которые должны были подчеркнуть возможные печальные последствия неверной политики, наступление катастрофы. Так, он получил от Яхве повеление разбить глиняный кувшин, который разлетелся на тысячи осколков. Тем самым он хотел показать, как будет рассеян народ израильский в разных концах мира. За это он был закован в колоду.
В другой раз Иеремия взял льняной пояс и, отнеся его к Евфрату, спрятал в расселину скалы, где пояс постепенно сгнил. Подобная судьба предсказывалась иудейскому народу. Перед царём Седекией Иеремия появился с ярмом на шее, подчёркивая грядущую судьбу народа, который будет нести ярмо Яхве, если не прислушается к словам пророка. Слуги сняли ярмо с шеи Иеремии, но тот надел новое железное ярмо и вновь предстал перед царём.
Исполнение пророчества Иеремии стало для него величайшей личной трагедией.
Во время осады Иерусалима он с болью в сердце провозглашал, что наступил обещанный суд Яхве. В то же время подчёркивал, что это ещё не конец, не полное уничтожение, что наступит счастливое время, когда Яхве подарит Израилю и Иудее радость, заключит новый завет с народом (Иер. 31:31—32). Тогда законы будут записаны не на скрижалях, а в сердце каждого верующего (31:33).
После падения Иерусалима большинство жителей было уведено Навуходоносором II в плен в Вавилон. Начальником оставшихся стал Годолия. Он выпустил Иеремию из темницы, где тот находился по обвинению в предательстве, и позволил ему выбирать одно из двух, или он пойдёт с большинством жителей в Вавилон, или же останется на родине. Иеремия выбрал последнее. Примечательно, что за несколько лет до этого, отец Годолии Ахикам тоже спас пророка от неминуемой смерти, когда Иеремии угрожала расправа от руки разъярённой черни за его обличительные речи.
Согласно мнению христианского комментатора Библии Лопухина, оставшаяся на родине радикальная группа иудеев, будучи недовольна правлением Годолии, организовала заговор и убила его (Годолию). Затем, боясь мести вавилонского царя Навуходоносора, они бежали в Египет, взяв с собой пророка. Иудаизм рассматривает эту ситуацию совершенно иначе. «В самом конце жизни Ирмия перебрался в Вавилон, где находилось большинство мудрецов, там он возглавил совет мудрецов». Согласно преданию, Иеремия (Ирмия) пророчествовал более 90 лет и умер в глубокой старости в возрасте более ста лет.
Начиная с этого времени след Иеремии теряется. По традиции полагают, что он умер в Египте.

## Личность пророка Иеремии
Иеремию все знают как плачущего пророка. Существует даже такой термин «иеремиада» для обозначения горестных жалоб и сетований.
«Иеремия плачет о прежних их бедствиях и сетует о пленении Вавилона. Как не пролить было горьких слёз, когда стены раскопаны, город сравнён с землёю, святилище разрушено, приношения разграблены… Пророки умолкли, священство отведено в плен, к старейшинам нет милости, девы предаются поруганию… песни заменены плачем. Всякий раз, когда читаю … слёзы льются сами собой…и я плачу с плакавшим пророком» (свт. Григорий Богослов).
Как человек, как личность, пророк Иеремия пережил огромную внутреннюю драму (диакон Роман Штаудингер):
Он родился в семье благочестивого священника, ему предстоял тоже путь священства, служения в Храме, он, вероятно, женился бы, радовался вместе с супругой успехам своих детей и т. д. Но Бог призывает его на особое служение, которое требовало отречься от себя совсем, от всех планов, комфорта, удовлетворения каких-то своих личных нужд.
И призывает Бог не зрелого умудрённого опытом Иеремию, а совсем ещё мальчика, ему было около 15—20 лет. И Бог не приемлет возражений, а говорит, что «прежде, нежели Я образовал тебя во чреве, Я познал тебя, и прежде, нежели ты вышел из утробы, Я освятил тебя: пророком для народов поставил тебя».
Следующая жертва, которой потребовал Бог от Иеремии, это его любовь к собственному народу. Конечно, Господь не запретил любить народ, напротив, ведь ради его блага Иеремия шёл на жертвы. Но нелегко было любящему сердцу (блаженный Феодорит даже называет его «мать Иерусалима» за его истинно материнскую любовь) вместо благоденствия и счастья предрекать народу гибель и разрушения, отвержение Богом. И в сокрушении сердца вновь плачет Иеремия: «Горе мне, мать моя, что ты родила меня человеком, который спорит и ссорится».
А каково было ветхозаветному еврею, который знал Закон и строил по нему жизнь, услышать от Бога своего: «не бери себе жены, и пусть не будет у тебя ни сыновей, ни дочерей…». Путь безбрачия был неведом ветхозаветным евреям. Брак считался божественной заповедью, дети — свидетельством Божьего присутствия в семье и Его благословения.
Но пророк Иеремия смог выдержать и воскликнул в конце концов: «Господи, сила моя, и крепость моя, и прибежище моё в день скорби!»
Внутренняя драма пророка сопровождалась и внешней драмой, обусловленной его отношениями с народом Божиим:
—состояние евреев на тот момент ранило сердце пророка: «оставили источник воды живой, оставили и высекли себе водоёмы разбитые, которые не могут держать воды». Отсюда наблюдалось в народе нравственное падение такой глубины, что даже Господь велит Иеремии: «отгони их от лица Моего, пусть они отойдут».
«Пророк болезнует о них…чрево его и чувства сердца его болят, уподобляется он матери, терзающейся о гибели детей» (блж. Феодорит).
«Иеремия старался найти какое-нибудь оправдание грешникам…» (свт. Иоанн Златоуст).
—неудачи проповеди как среди бедняков, так и у знатных, а в результате — острое чувство одиночества.
—Бог отвергает молитвы пророка о народе:
«Ты же не проси за этот народ, и не возноси за них молитвы и прошения, и не ходатайствуй предо Мною, ибо Я не услышу тебя».
Но за что? «Есть ли такой мудрец, который понял бы это? И к кому говорят уста Господни — объяснил бы, за что погибла страна и выжжена, как пустыня, так что никто не проходит по ней? И сказал Господь: за то, что они оставили закон Мой, который Я постановил для них, и не слушали гласа Моего и не поступали по нему; а ходили …вослед Ваалов…».
Св. Кирилл Александрийский назвал оплакиваемых пророком «богоубийцами» за сознательное отречение от благословения Бога.
Блж. Иероним: «За то, что оставили Его закон, …и пошли по нечестию сердца их».
Блж. Феодорит: «Покаяние могло бы угасить огонь гнева, а поскольку его нет, то никто не в состоянии избавить от наказания».
—кроме любящего по-матерински сердца, в Иеремии жила ещё праведная ревность по Богу: «Поэтому я преисполнен яростью Господнею, не могу держать её в себе; изолью её на детей на улице и на собрание юношей…». Эта ревность не даёт пророку покоя: «Но, Господи Саваоф, Судия праведный, …дай увидеть мне мщение Твоё над ними, ибо Тебе вверил я дело моё». В его мыслях и поступках нет места компромиссу с грехом.
—все внешние отреклись от него, земляки, потому что он внушал им ужас своими угрозами и зависть своим превосходством над прочими священниками; правящие круги Иерусалима; все еврейское общество, цари (например, Иоаким посадил его в темницу).
Но у Бога ничего не бывает напрасно. Казалось бы, такие чрезмерные незаслуженные муки такому праведнику, за что? Ни за что, а ради того, чтобы через все страдания в сознании пророка Иеремии произошёл переворот, он по-новому увидел Бога.
«Бог не напрасно попустил пророку испытать скорби; но, поскольку он готов был молиться за беззаконных, то с намерением убедить, чтобы не признал он человеколюбивым себя, Сокровище же благодати немилосердным, Бог попустил это восстание на него иудеев» (блж. Феодорит).
Через всё это Иеремия увидел любовь Божию к народу, к человеческому роду. Бог перестал быть для него карающим детей за вину отцов. Бог предстал пред Иеремией Многомилостивым и дал учение о новом завете:
«наступают дни, когда Я заключу с домом Израиля и домом Иуды новый завет… вложу закон Мой во внутренность их и на сердцах их напишу его…все сами будут знать Меня…Я прощу беззакония их…и вся долина пепла и трупов, и всё поле до потока Кедрона, до угла конских ворот к востоку, будет святынею Господа; не разрушится и не распадётся вовеки».
—борьба со лжепророками внутри народа Божия: пример борьбы — глава 28 — борьба с Ананией, который был один из многих.
В Иерусалиме в те годы существовала целая коалиция пророков-профессионалов, паразитирующих на истинном слове Божием. Они не были устами Божиими, но зато хорошо чувствовали, какой «правды» хочет в тот или иной момент царь или народ. И говорили то, так и тогда, что, как и когда от них хотели услышать.
В годы служения Иеремии лжепророки успокаивали бдительность народа мнимым благополучием, а когда беды всё же посыпались на Иерусалим, они обещали, что всё это продлится недолго. Они даже придумали новый способ погашать проповедь богоносных пророков, когда истинный пророк говорил, возбуждённая лжецами толпа начинала смеяться и отпускать на его счёт шуточки.
На их фоне Иеремия выглядел, с одной стороны, бунтарём, возмутителем общественного спокойствия, которого обличали в вероломстве. С другой стороны, он выступал и как безжалостный реформатор, сокрушавший предрассудки иудеев об их исключительности, проповедовавший некое «обрезание сердца», боровшийся с национальной гордыней народа избранного.

## Личные особенности Иеремии
В книге пророка Иеремии отражаются с особенною рельефностью личные свойства её автора. Мы видим в нём мягкую, уступчивую, любящую натуру, которая представляет удивительный контраст той неуклонной твёрдости, с какою он действовал в сфере своего пророческого призвания.
В нём, можно сказать, было два человека, один, находившийся под действием немощной человеческой плоти, хотя и облагороженной в своих порывах, и другой — всецело стоявший под действием всемощного Духа Божия. Конечно, плоть покорялась духу, но пророк от этого страдал чрезмерно.
Юношею пророк с охотою принял на себя свою высокую миссию, но потом, когда взятое им на себя дело изолировало его от других людей, превратило его во «врага народа», — его чувствительное сердце стало страдать очень сильно.
Положение его можно было назвать в высокой степени трагическим: он должен был обращать отступивший от веры народ к Богу, зная хорошо, что его призывы к покаянию останутся безрезультатными. Он должен был постоянно говорить о страшной опасности, угрожавшей Иудейскому государству, и оставаться непонятым никем, потому что его не хотели понять! Как он должен был страдать, видя непослушание народа, который он любил и которому однако не мог пособить…
Как должно было его тяготить клеймо, наложенное на него общественным мнением как на государственного изменника… Делом великого мужества поэтому было то, что Иеремия, несмотря на такое обвинение, висевшее над его головою, по-прежнему продолжал говорить о необходимости подчиниться халдеям.
То обстоятельство, что Господь не желал даже принимать его молитв за иудейский народ и неприязненное отношение к нему всех иудеев, даже родных, — всё это доводило пророка до отчаяния, и он думал только о том, как бы ему уйти в далёкую пустыню, чтобы там оплакивать участь своего народа.
Но слова Божии в его сердце горели как огонь и просились наружу — он не мог оставить своего служения и Господь твёрдою рукою продолжал вести его по раз избранному трудному пути. Иеремия не оставлял борьбы с ложными пророками, стремившимися бессознательно погубить государство и оставался железным столпом и медною стеною, от которой отражались все нападения его врагов.
Конечно, выраженные пророком чувства недовольства и отчаяния его проклятия своим врагам ставят его несравненно ниже Того Сына Человеческого, Который страдал от Своих соплеменников, не издавая жалоб и никого не проклиная даже в момент Своей страдальческой кончины.
Но во всяком случае среди пророков никто не был по своей жизни и страданиям более рельефным прообразом Христа, чем Иеремия.
И уважение, какое питали к нему иудеи, проявлялось иногда вопреки их желанию. Так Седекия дважды советовался с ним, а иудеи, не послушавшие совета Иеремии относительно удаления в Египет, всё-таки взяли туда его с собою как бы какой священный Палладиум.

## Иеремия и Второзаконие
Исследователь Библии Ричард Фридман предположил, что Иеремия является одним из авторов Второзакония. Основным аргументом является сходство языка. Второзаконие и книга Иеремии используют одни и те же устойчивые выражения. Например, выражение «воинство небесное» (4:19, 17:3; Иер. 8:2, 19:13), «обрежьте крайнюю плоть сердца вашего» (10:16; Иер. 4:4), «Господь вывел вас из печи железной, из Египта» (4:20; Иер. 11:4), «всем сердцем и всей душой» (4:29, 10:12, 11:13, 13:3; Иер. 32:41).
Есть и другие признаки. Например, есть основания полагать, что и автор Второзакония, и Иеремия имеют отношения к священникам Силома. Второзаконие выглядит написанным в интересах священников Силома. А Иеремия — единственный пророк Библии, который вообще упоминает Силом. Причём, он называет Силом «местом где Я [Бог] прежде назначил пребывать имени Моему», а во Второзаконии этими словами обозначается единственное законное место жертвоприношений. Причём, последний законный священник Силома, Эвиатар был выслан Соломоном в Анатот, а Анатот — это родина Иеремии. Кроме того, Иеремия — единственный пророк, который упоминает о Самуиле, более того — он ставит его рядом с Моисеем, как равнозначные величины (Иер 15:1), а деятельность Самуила связана с Силомом.
Кроме того, в первом стихе книги Иеремии сказано, что Иеремия был сыном Хелкии, а Хелкия — это тот самый священник, который «нашёл» Второзаконие во время ремонта Храма. Случайное совпадение имён тут маловероятно, так как в исторических книгах Библии и в книгах ранних пророков другого человека по имени Хелкия не встречается (хотя встречается в некоторых поздних книгах — Неемии, 2 Ездры, Даниила).